# Candy Crush Saga
Candy Crush Saga је бесплатна спој три у низу логичке видео-игре, коју је King објавио 12. априла 2012, за Фејсбук; остале верзије су за iOS, Android, Windows Phone и Windows 10.
У игри, играчи прелазе нивое мењањем обојених комада бомбона на табли за игру да би направили подударање од три или више исте боје, елиминишући те бомбоне са табле и заменивши их новим, што би потенцијално могло створити даље подударање. Спојеви од четири или више бомбона стварају јединствене бомбоне који делују као додаци и нуде веће могућности чишћења плоче. Нивои имају различите циљеве који се морају испунити у одређеном броју потеза или ограниченом времену, као што је одређени резултат или прикупљање одређеног броја слаткиша.
Candy Crush Saga сматра се једном од првих и најуспешнијих примена freemium модела; док се игра може у потпуности играти без трошења новца, играчи могу купити посебне помоћи како би могли лакше да пређу нивое, од којих Кинг добија приходе - на свом врхунцу компанија је наводно зарађивала скоро милион долара дневно. Око 2014. године преко 93 милиона људи је играло Candy Crush Saga, док је приход током тромесечног периода, како је извештавао Кинг, био преко 493 милиона долара. Пет година након објављивања на мобилном уређају, серија Candy Crush Saga прикупила је преко 2,7 милијарди преузимања, а игра је једна од најуспешнијих и најигранијих мобилних апликација у том временском оквиру. Кинг је од тада објавио три сродна наслова, Candy Crush Soda Saga, Candy Crush Jelly Saga и Candy Crush Friends Saga, а већина осталих наслова ове компаније су истог формата.

## Процес играња
Candy Crush Saga је игра spoji 3 u nizu, где сe игра базира на пребацивању две суседне бомбоне међу неколико на играчкој табли како би се направио ред или ступац са најмање 3 бомбоне у истој боји. Спојене бомбоне се уклањају са табле, а бомбоне изнад њих падају у празне просторе док се нове бомбоне појављују са врха табле. Ово може створити нови подударни сет бомбона, који се аутоматски брише на исти начин. Играч осваја бодове за упарења и добија прогресивно више бодова за ланчане реакције. Поред тога, прављењем шибица од четири или више бомбона створиће се посебни бомбони који када се подударају могу очистити ред, ступац или други део плоче.
Игра садржи више нивоа који морају бити комплетирани по редоследу. Сваки ниво представља различит изазов за корисника, као што је постизање минималног резултата у фиксном броју потеза или чишћење бомбона у фиксном броју потеза, како би се потребни састојци довели до дна табле. Табле имају неколико различитих конфигурација и могу укључивати посебне просторе који имају своја јединствена правила, попут простора прекривених желеом који се мора очистити спајањем бомбона на том простору. Ако играч испуни циљ нивоа, добија од једне до три звезде на основу њиховог резултата и могу прећи на следећи ниво. У супротном, изгубиће један живот и морају покушати поново. Ако играчу понестане живота, мора да сачека одређено време у стварном свету док се њихови животи регенеришу пре него што поново покушају са нивоом. Завршени нивои се могу репродуковати по жељи.
Игра је проширена са бројним епизодама, додајући неколико десетина нових нивоа по епизоди, као и нову механику играња. Свака епизода има 15 нивоа играња. У првом великом ширењу игре, игра је додала засебан сет нивоа у свету снова. Док су нивои имали исте циљеве, играчи су морали да уравнотеже две насумично одабране боје бомбона да не би пореметили успавану сову Одис-а; ако то ураде, ниво се сматра изгубљеним и играч је мора да покуша поново. Ако би сакупили довољно подударних бомбона да би напунили мерач, игра аутоматски активира Moon Struck снагу: табла се чисти од свих бомбона те две боје, а играч је добија неколико потеза без потребе да брине о уравнотежењу боја. Након тога, Одус се враћа у сан и две нове боје су насумично одабране за равнотежу. То се наставља све док играч не заврши ниво или док му није понестало потеза као у главној игри. Нивои Dreamworld-а користили су другачији скуп живота од главне игре, омогућавајући играчу да прелази између овамо и назад. Свет снова више није доступан.

### Куповина путем апликације
Игра зарађује новац путем куповина у апликацији (било путем кредитне картице, iTunes кредита или Google play кредита); играчи почињу са пет "живота", који се губе сваки пут када ниво није пређен. Ово се односи на све Кингове игре. Када су исцрпљени, корисници могу или послати захтеве својим Facebook пријатељима за више живота, причекати да се поново напуне (живот се обнавља сваких пола сата) или их купити. У почетку када играч направи куповину за нове животе, добија пет нових живота за одређену суму у одређеној валути. Од недавног ажурирања, када играч купи за нове животе, добија златне полуге, количина је зависна од тога колико новца потроши. Златне полуге се могу користити за нове животе, додатне потезе, помоћи или за откључавање нове епизоде. У одређеним тачкама, првенствено на почетку нових „епизода“, корисници такође морају да купе или приме захтев од најмање три пријатеља пре него што приступе следећем нивоу нивоа. Ажурирање је значило да су играчи чекали само 3 дана да би откључали следећу епизоду.

## Развој
Пре објављивања Candy Crush Saga, већина Кингових игара биле су игре прегледача које се нуде преко њихове веб странице или партнерских портала као што су Yаhоо! . Неколико њихових игара представили су турнирски стил игре, где су играчи могли потрошити новац за улаз у такмичарске турнире за појaчања у игри, што је послужило као један од главних облика прихода компаније поред микротрансакција и рекламирања на ставкама у игри. Око 2009. године, Facebook је почео да привлачи програмере, нарочито Zynga, да нуде игре на друштвеним мрежама које би могле да се изграде на његовим основним сервисима; за Кинга, ово је резултирало великим падом играча са својих портала за игре у року од годину дана. У овом тренутку Кинг је почео да одређује како може да уђе у Facebook и придружена тржишта мобилних игара, растурањем одељења за развој веба за рад на Facebook-u и мобилним играма током 2010. године, укључујући објављивање неколико постојећих игара из прегледача на те платформе. Већина ових постојећих игара представљена је као бета верзије корисницима Facebook-a, а компанија је користила бројеве играча и повратне информације како би утврдила који од ових наслова има највише изгледа за напредак, омогућавајући им да се фокусирају интензивније на те наслове, док остатак бацају, у стилу брзог приступа прототипирању . Facebook платформа им је омогућила да истраже ширење својих постојећих игара у стилу турнира и могућност укључивања микротрансакција у игру.
У априлу 2011. Кинг је објавио своју прву cross-platform (Facebook и мобилну) игру, Miner Speed, која је имала једноставан концепт споји 3, који је позајмио концепте од Bejeweled који су помогли компанији да схвати прелаз између Facebook-a и мобилних игара за овај нови правац. Кингов први велики успех на овом пољу уследио је са Bubble Witch Saga, објављеном у октобру 2011; до јануара 2012. привукла је преко 10 милиона играча и била је једна од најбрже растућих Facebook игара у то време. Bubble Witch Saga увела је "сага" приступ за разлику од типичних игара које се подударају са плочицама, где уместо да игра траје кроз одређено време или док играч не досегне стање које се не може играти, игра је подељена на нивое који захтевају играч да испуни одређене циљеве у оквиру фиксног сета потеза и где би се следећи ниво могао достићи тек након завршетка претходног нивоа. Ови елементи саге омогућили су основе друштвеног играња, али нису захтевали улагање времена које су тада захтевали популарни наслови попут Farmville-a ; играчи би могли да играју само неколико минута сваког дана кроз сага модел. Успех Bubble Witch Saga успоставио је Кинга као одрживог програмера у овој арени, постајући други највећи програмер по дневном бројању играча на Facebook платформи до априла 2012, заостајући само за Zynga.
Candy Crush Saga изабрана је за Кингову следећу Facebook игру засновану на популарности портал верзије Candy Crush, која је први пут објављена 2011. и која је била једна од пет најпопуларнијих игара до 2012. Основне идеје Miner Speed-a коришћене су за израду темеља Candy Crush Saga, додајући „сага“ елементе из Bubble Witch Saga . Прве идеје за Candy Crush Saga предложио је главни креативни директор Кинга, Себастиан Кнутсон, око 2011. Игра је први пут објављена за Facebook у априлу 2012. године и тада је имала само 65 нивоа. Игра је брзо стекла популарност, освојивши више од 4 милиона играча у року од неколико недеља од изласка.
Кинг је касније исте године објавио мобилне верзије за iОS и Аdroid, додајући функцију која је омогућила корисницима мобилних телефона да синхронизују свој напредак са Facebook верзијом. Кашњење издања мобилне апликације за Candy Crush Saga делимично је настало тако што је додата могућност репродукције мобилне верзије у режиму ван мреже која би се и даље синхронизовала након што се играч врати на мрежу.

### Извештаји о апликацији
До 2013. године Candy Crush Saga је преузет више од 500 милиона пута преко уређаја са Facebook-a, iOS-a и Аndroid-а и сматран је најпреузиманијом апликацијом из Apple App Store-a, и имао је најмање 6,7 милиона активних корисника на свакодневном нивоу; игра је имала дневни приход од 633 000$ само од секције за Сједињене Америчке Државе. До 2014. године игра је имала преко 245 милиона активних играча сваког месеца, при чему је тај број пао на око 166 милиона до 2016. године. До новембра 2017. поново је порастао на 293 милиона активних месечних играча.
Иако је првобитно објављен са рекламирањем ради помоћи у приходу, Кинг је уклонио оглашавање 2013. године и једино је зарађивао новац од игре у облику куповине путем апликација. Само мали проценат базе играча куповао је предмете у игри, до око 4%, али то је довело до милионских долара месечног прихода за Кинг. У 2014. години играчи Candy Crush Saga потрошили су преко 1,33 милијарде долара на куповину путем апликација. Ово је пад у односу на претходну годину, јер су у другој половини 2013. играчи потрошили више од 1,04 милијарде долара. До 2015. године месечни приход процењен је на 120 милиона долара, али с падом играча који купују артикле у игри, на 2% до 2016. године, тај приход је опао на нешто више од 53 милиона долара месечно. Поново, крајем октобра 2018. године, месечни приход је порастао на 128 милиона долара.
Пет година након објављивања на мобилном уређају, серија Candy Crush Saga добила је преко 2,73 милијарди преузимања. Њен приход за квартал који је завршио у септембру 2017. године био је 250 милиона долара, чиме је остварио значајно побољшање у годишњем приходу од 2016. године. Она остаје једна од најбољих апликација за бруто приход за мобилне уређаје у четири године до 2017. године. До краја јула 2018. укупни приход остварен овом игром износио је 3,91 милијарди долара.
Candy Crush посебно је споменут у медијима у Хонг Конгу, а јавља се да један од седам становника Хонг Конга игра ту игру. У децембру 2013. Кинг је ушао на јапанско тржиште низом телевизијских реклама у Јапану, а до 4. децембра постала је 23. најтраженија игра у Јапану на Андроид уређајима и број 1 који је највише преузет са App Store-а. То је уједно и најпопуларнија игра у Великој Британији свих времена.

### Демографски подаци играча
58% играча су жене, док је 46% играча Gen X.

### Награде
Candy Crush Saga освојила је награде People's Choice Awards за омиљену мобилну игру 2016. Такође је била добитница 9. Међународних игара за мобилне телефоне за најбољу друштвену игру.

## Телевизијска емисија
ЦБС је креирао емисију Candy Crush-u уживо у партнерству с Кингом која је премијерно представљена 9. јула 2017. Било је то једносатно такмичење између неколико тимова за две особе који су користили интерактивне игре засноване на Candy Crush Sagi . Емисију је продуцирао Лионсгате.
Четири тима играју у свакој епизоди радећи различите изазове засноване на Candy Crush игри, а победнички тим добија загарантовано 100.000$